# Pszczoła kaukaska
Pszczoła kaukaska (Apis mellifera caucasica) – podgatunek pszczoły miodnej. Występuje na terenie całej Europy i Azji Zachodniej.

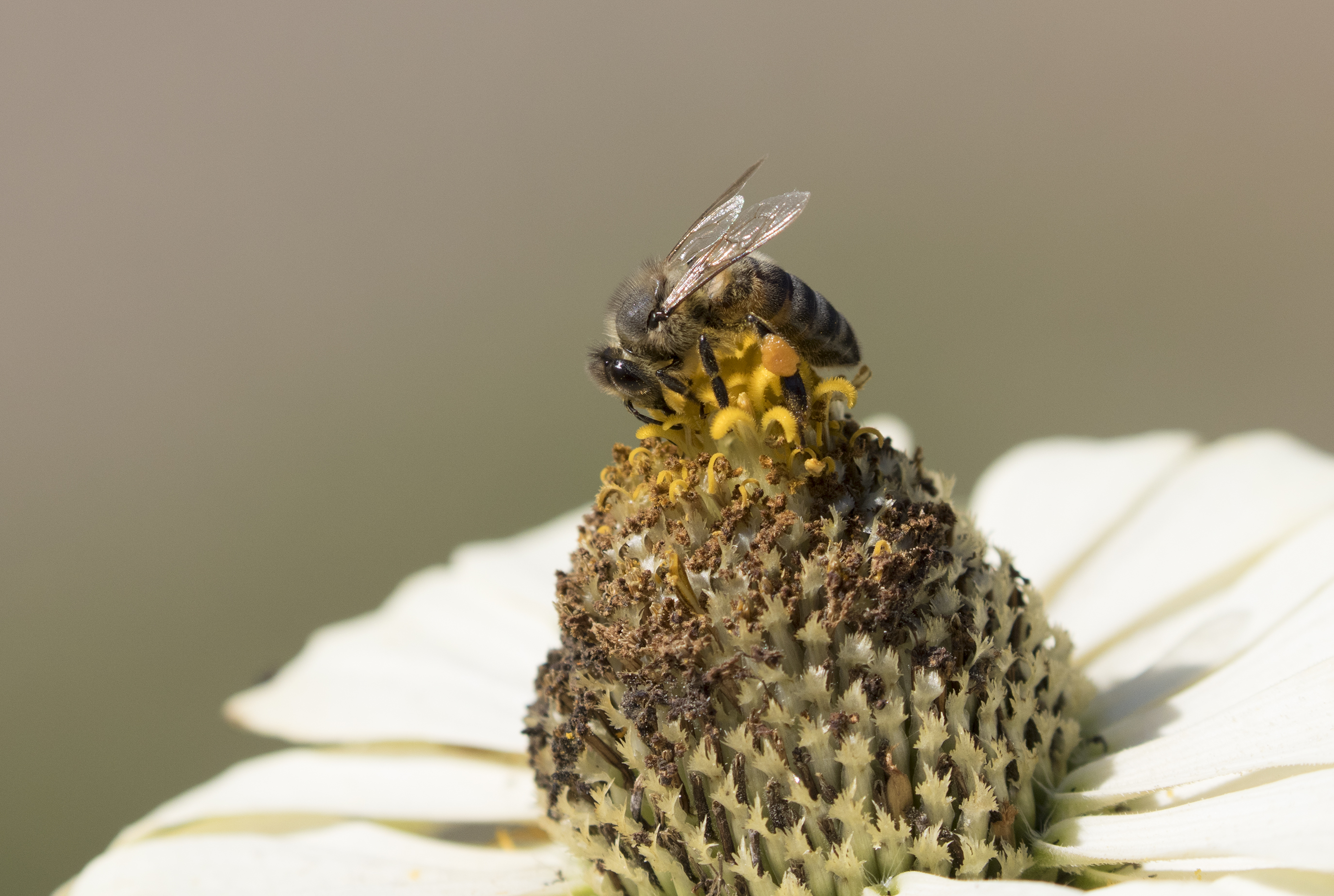
Pszczoła kaukaska pobierająca nektar z kwiatu

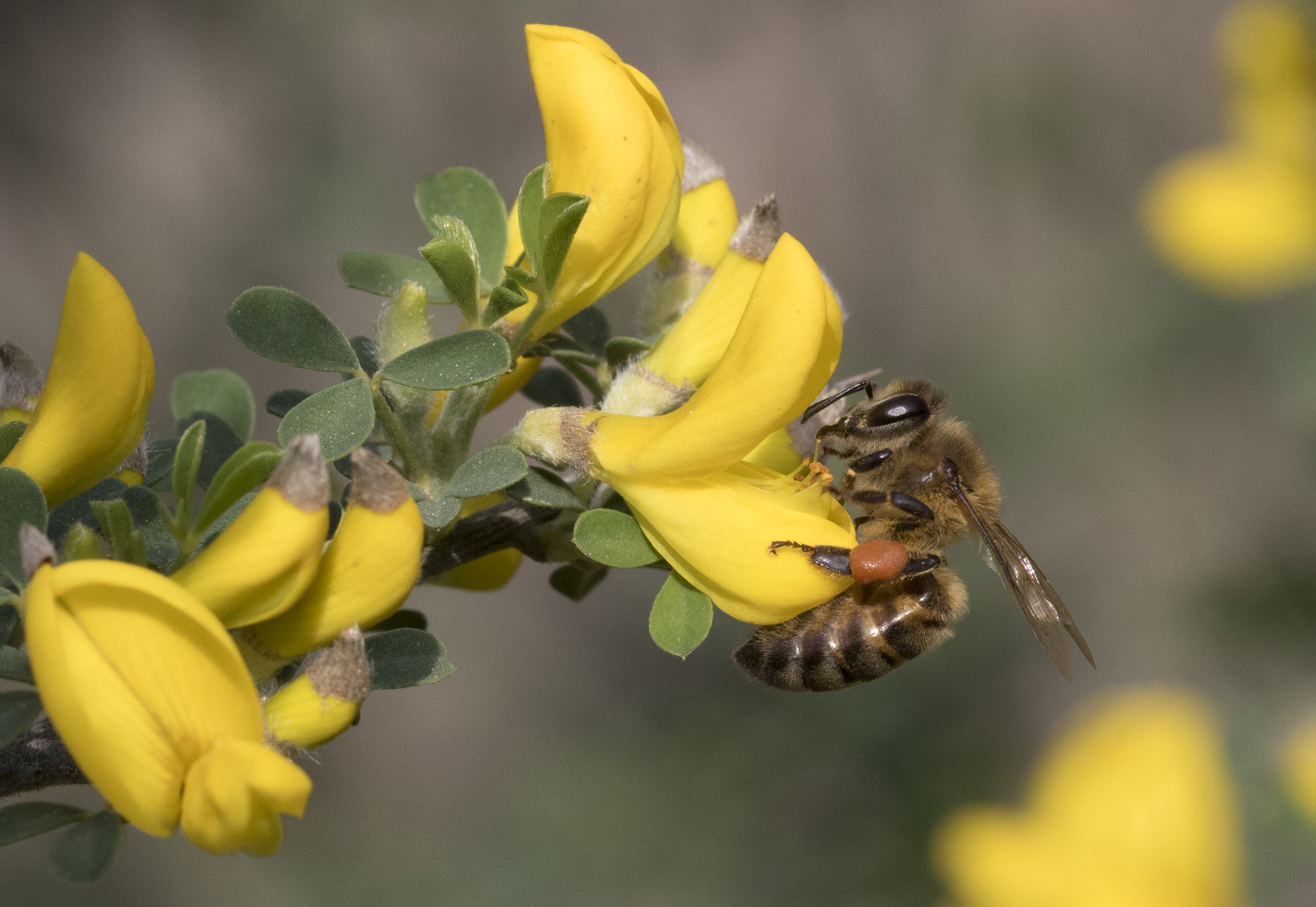
Pszczoła kaukaska na kwiecie Calicotome spinosa

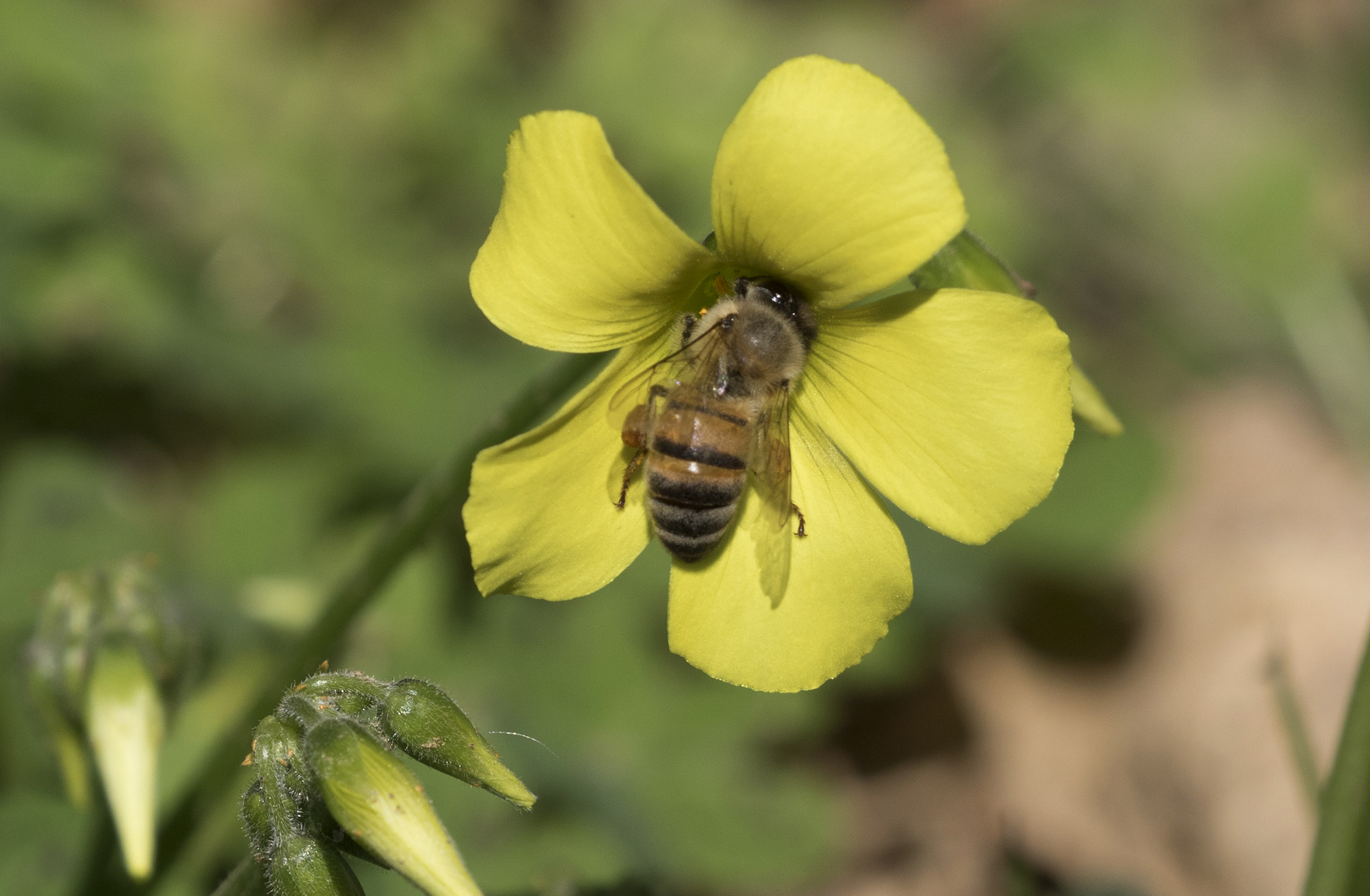
Pszczoła kaukaska

## Pochodzenie
Pszczoła kaukaska pochodzi z dolin Kaukazu Centralnego. Wywodzi się z Gruzji, chociaż pszczoły można ją spotkać we wschodniej Turcji, Armenii i Azerbejdżanie.

## Anatomia
- Kształt i rozmiar: podobny do krainki i pszczoły włoskiej
- Pancerzyk: ciemny z brązowymi plamami
- Kolor włosów: ołowiano-szary
- Długość języka: do 7,2 mm

## Charakter[3]
Zalety:
- aktywna i pracowita
- odporna na niskie temperatury
- posiada długi języczek – umożliwia on wysysanie nektaru z kwiatów o długim kielichu jak np. koniczyna
- wytwarza duże ilości kitu
- produkuje szybko wosk

Wady:
- źle znosi długie zimy
- jest wrażliwa na nosemozę
- tworzy małe rodziny
- wolno się rozwija